# Маляреве
Маляреве — гідрологічна пам'ятка природи місцевого значення. Об'єкт розташований на території Черкаського району Черкаської області, ДП «Кам'янське лісове господарство» виділи 3, 1 квартали 25, 26.
Площа — 4,1 га, статус отриманий у 2007 році.